# Daniel Steyn
Pour les articles homonymes, voir Steyn.
Daniël Wynand Steyn (né le 12 mai 1923 dans le district de Heilbron en Afrique du Sud et mort le 17 juin 2017 à Pretoria) est un ingénieur et un homme politique sud-africain.
Il a été membre du parti national, membre du parlement sud-africain (MP) pour la circonscription de Wonderboom (1974-1989), ministre-adjoint aux finances, aux industries, au commerce et au tourisme (1980-1982), ministre de l'éducation et de la formation (1982-1983), ministre des affaires minérales et énergétiques (1983-1989), ministre des affaires économiques et des technologies (1986-1989) au sein des gouvernements de Pieter Botha. 

## Biographie
Ingénieur électricien qualifié, diplômé de l'université de Stellenbosch (1946), Danie Steyn commence sa carrière militante en 1953 au sein de la section du parti national de la circonscription de Wonderboom à Pretoria. 
De 1953 à 1966, il est employé de la municipalité de Pretoria puis, de 1967 à 1974, directeur des télécommunications au sein de la direction informatique du Conseil de l'armement.
Danie Steyn est élu au parlement en 1974 comme député de la circonscription de Wonderboom. Il entre au gouvernement 6 ans plus tard, le 6 octobre 1980, en tant que vice-ministre des finances et de l'industrie, du commerce et du tourisme. En 1982, il est promu ministre de l'éducation et de la formation puis ministre des affaires minérales et énergétiques (1983-1989), fonctions qu'il cumule ensuite avec les affaires économiques et les technologies (1986-1989). Il se retire de la vie publique en 1989 pour se consacrer avec son épouse Hermana à son domaine viticole de Morgenzon, acquis en 1977. 
En 2011, lors d'une réception médiatisée à Centurion, il célèbre ses 88 ans à l'occasion de la journée des vétérans, au côté d'autres personnalités sud-africaines du 3e âge tels l'ancien ministre Willem Cruywagen (90 ans) ou le plus ancien joueur international de l'équipe des springboks encore en vie, Piet Malan (93 ans).
Il meurt en juin 2017 à l'âge de 94 ans. 

## Source
- Shelagh Gastrow, Who's who in South African Politics, Ravan Press, 1985, p. 293